# 佐志バイパス
佐志バイパス（さしバイパス）は、佐賀県唐津市を通る国道204号のバイパスである。

## 概要
唐津市神田（こうだ）から唐津市佐志浜町に至る。唐津市中心部の交通混雑の緩和と交通安全の確保を目的とした全長5.2 kmの道路。終点付近では建設中の唐房バイパス（2023年度（令和5年度）開通予定）と接続する予定。

### 路線データ
- 起点：唐津市神田（長松大橋交差点、国道204号交点、佐賀県道23号唐津呼子線・佐賀県道33号唐津肥前線起点）
- 終点：唐津市佐志浜町（唐房入口交差点、国道204号・佐賀県道23号唐津呼子線交点）
- 総延長：5.2 km[1]
- 幅員：13 m（25 m）（暫定2車線）[1]

## 歴史
- 1983年度（昭和58年度） - 事業着手[1]
- 2003年度（平成15年度） - 佐志1工区（L=2.4 km）が開通[1]。
- 2007年度（平成19年度） - 佐志2工区（L=2.8 km）が開通し、全線開通[1]。
- 2011年（平成23年）3月31日 - 佐賀県告示第120号により、国道204号の本線が本路線に変更される[4]。

## 路線状況

### 重複区間
- 国道382号（唐津市神田（こうだ）・長松大橋交差点 - 唐津市佐志浜町・唐房入口交差点（全線））

## 地理

### 通過する自治体
- 唐津市

### 交差する道路
| 交差する道路                                                                   | 交差する場所   | 交差する場所          |
| ------------------------------------------------------------------------------ | -------------- | --------------------- |
| 国道204号 佐賀方面                                                             |                |                       |
| 国道204号 国道382号 重複区間起点 佐賀県道23号唐津呼子線 佐賀県道33号唐津肥前線 | 神田（こうだ） | 長松大橋交差点 / 起点 |
| 佐賀県道265号切木唐津線                                                        | 佐志中通       | 佐志交差点            |
| 国道204号 国道382号 重複区間終点 佐賀県道23号唐津呼子線                        | 佐志浜町       | 唐房入口交差点 / 終点 |
| 国道204号 唐津市鎮西方面 佐賀県道23号唐津呼子線 玄海方面                       |                |                       |

### 沿線
- 佐賀県立唐津南高等学校